# 28 Golden Hits
28 Golden Hits is een album van BZN uitgebracht op de toen gebruikelijke lp en muziekcassette. Later is deze ook op cd verkrijgbaar geworden. Dit album is met goud en platina beloond.
28 Golden Hits is een album dat op twee lp's staat, een zogeheten dubbel-lp. Het is een verzamel-cd met daarop onder andere 12 top 10 hits uit de Nederlandse Top 40. Ook is een van de vier platenkanten live opgenomen in Carré. De nummer 1-hits Mon amour en Pearlydumm zijn onder andere live opgenomen. Dit had BZN nog niet eerder gedaan. Ook is Cry to Me (een nummer van Bert Russell uit begin jaren 60, gezongen door onder meer Solomon Burke en de Rolling Stones) hierop te vinden. Dit nummer wordt solo door zangeres Anny Schilder gezongen.

## Tracklist
Plaat 1 (kant A)
1. Just an illusion [Th. Tol/J. Tuijp/C. Tol]
2. Don't give it up [Th. Tol/J. Tuijp/C. Tol]
3. Blue eyes [Th. Tol/J. Tuijp/C. Tol]
4. We all will dance [Th. Tol/J. Tuijp/C. Tol]
5. Twilight [Th. Tol/J. Tuijp/C. Tol]
6. Les gens de tous les jours [Th. Tol/J. Tuijp/C. Tol]
7. The valley [Th. Tol/J. Tuijp/C. Tol]
Plaat 1 (kant B)
8. Oh me oh my [Th. Tol/J. Tuijp/C. Tol]
9. The clown [Th. Tol/J. Tuijp/C. Tol]
10. It's all right [Th. Tol/J. Tuijp/C. Tol]
11. Put on your make-up [Th. Tol/J. Tuijp/C. Tol]
12. La musiquette [Th. Tol/J. Keizer]
13. Just say I'm home [Th. Tol/J. Tuijp/C. Tol]
14. May we always be together [Th. Tol/J. Tuijp/C. Tol]
Plaat 2 (kant A)
15. Mon amour (live) [Th. Tol/J. Keizer]
16. Marching on (live) [Th. Tol/J. Tuijp/C. Tol]
17. Pearlydumm (live) [Th. Tol/J. Tuijp/C. Tol]
18. Rockin' the trolls (live) [Th. Tol/J. Tuijp/C. Tol]
19. Chanson d'amour (live) [Th. Tol/J. Tuijp/C. Tol]
20. Cry to me (live) [B. Russell]
21. The old Calahan (live) [Th. Tol/J. Tuijp/C. Tol]
Plaat 2 (kant B)
22. Lady McCorey [Th. Tol/J. Tuijp/C. Tol]
23. Sevilla [Th. Tol/J. Tuijp/C. Tol]
24. Just take my hand [Th. Tol/J. Tuijp/C. Tol]
25. Don Luigi [Th. Tol/J. Tuijp/C. Tol]
26. America [Th. Tol/J. Tuijp/C. Tol]
27. Hang on to a dream [Th. Tol/J. Tuijp/C. Tol]
28. Himalaya (instrumental) [Th. Tol]